# Montfermeil
Montfermeil település Franciaországban, Seine-Saint-Denis megyében. Lakosainak száma 28 257 fő (2022. január 1.). Montfermeil Coubron, Chelles, Clichy-sous-Bois és Gagny községekkel határos.

## Népesség
A település népességének változása:
| Lakosok száma | 25 945 | 25 725 | 26 262 | 26 783 | 27 201 | 27 928 | 28 006 | 27 980 | 28 257 |
|               | 2013   | 2015   | 2016   | 2017   | 2018   | 2019   | 2020   | 2021   | 2022   |